# جبريل ليس
جبريل ليس (بالفرنسية: Gabriel Lees)‏ هي متسلقة جبال تزلج ‏ فرنسية، ولدت في 3 أغسطس 1990 في Samoëns ‏ في فرنسا.